# Fort Lauderdale Sun
Fort Lauderdale Sun, kort na de oprichting omgedoopt in South Florida Sun, is een voormalige Amerikaanse voetbalclub uit Fort Lauderdale in Florida.

## Geschiedenis
De club werd opgericht in 1984 en speelde twee seizoenen in de United Soccer League. In 1984 werd het kampioenschap behaald. In 1985 werd de competitie niet afgemaakt, maar de club werd aangewezen als winnaar.
In 1985 werd de club opgeheven.

## Gewonnen prijzen
- United Soccer League
  - Winnaar (1): 1984 (officieel), 1985 (niet-officieel)

## Bekende spelers
- Teófilo Cubillas
- Johan Neeskens
- Thomas Rongen